# Tyrannochthonius convivus
Tyrannochthonius convivus är en spindeldjursart som beskrevs av Beier 1974. Tyrannochthonius convivus ingår i släktet Tyrannochthonius och familjen käkklokrypare. Inga underarter finns listade i Catalogue of Life.